# Anna Cazenave Cambet
Anna Cazenave Cambet est une réalisatrice française née le 13 août 1990 à Nérac.

## Biographie
Après sa formation en photographie à l'ETPA Toulouse, Anna Cazenave Cambert intègre la Fémis (département « Réalisation ») dont elle sort diplômée en 2017.
Son premier long métrage, De l'or pour les chiens, réalisé en 2020, est présenté au festival de Cannes 2021 dans la sélection de la Semaine de la critique. Elle reçoit le Prix de la Jeunesse pour Love Me Tender pour la 39e édition du Festival du Film de Cabourg.

## Filmographie

### Courts métrages
- 2016 : Gabber Lover
- 2017 : lemanja – Cœur Océan

### Longs métrages
- 2021 : De l'or pour les chiens[3]
- 2025 : Love Me Tender (en)